# Ragnar Vogt

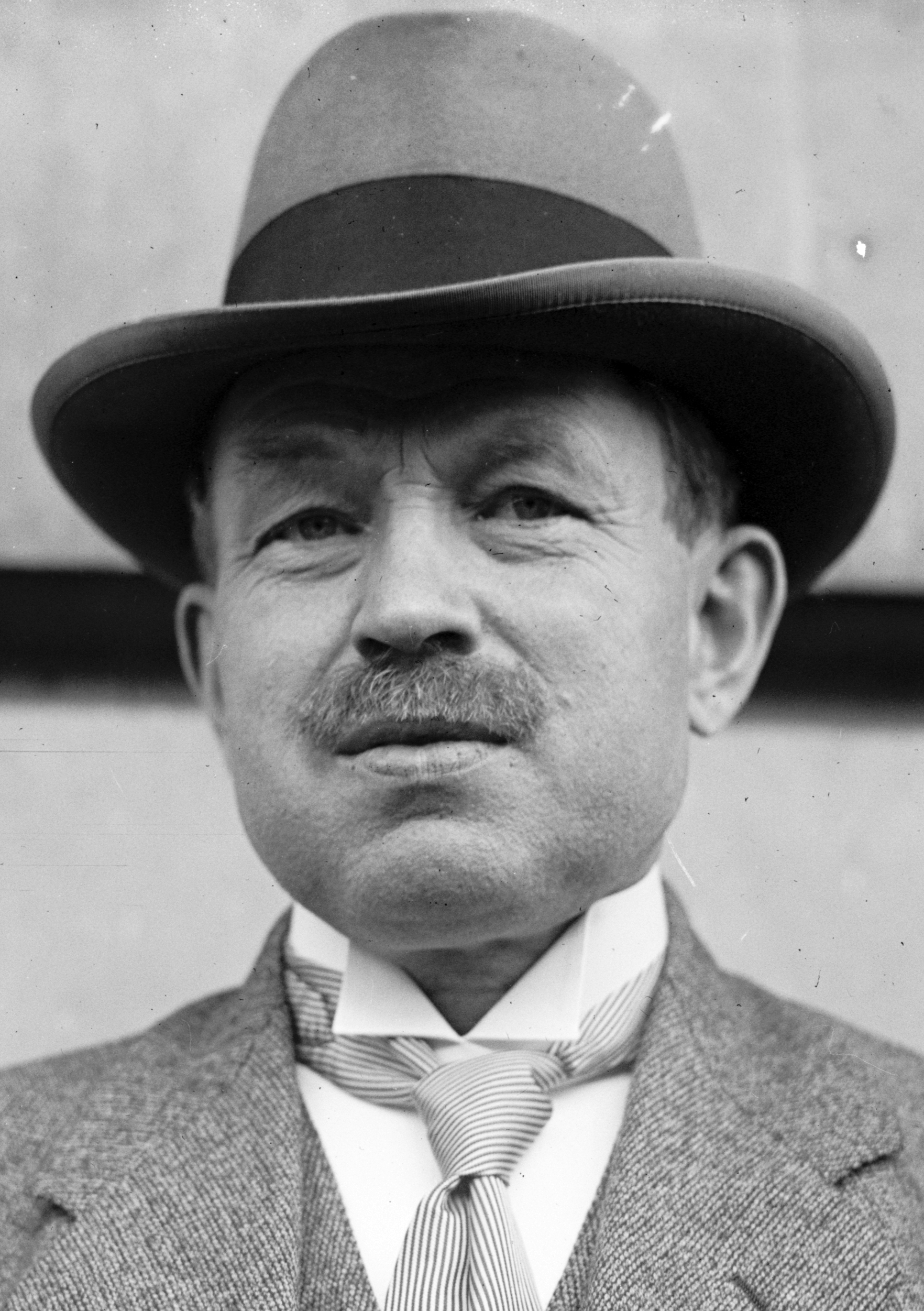
Ragnar Vogt

Ragnar Vogt (ur. 17 czerwca 1870 w Holt, Tvedestrand, zm. 21 stycznia 1943 w Oslo) – norweski lekarz psychiatra, zwolennik psychoanalizy i eugeniki, brat mineraloga i geologa Johana Hermana Lie Vogta.
Był synem lekarza. Rozpoczął studia medyczne w 1895 roku, w 1900 został doktorem medycyny, w 1909 roku docentem. W 1915 został pierwszym profesorem psychiatrii w Norwegii. Do 1926 związany z Gaustad sykehus, potem z kliniką w Vinderen.

## Wybrane prace
- Alkoholtrangen og alkoholafvænningen, Medicinsk revue 1902
- Psykiatriens hovedtræk, Norsk Magazin for Lægevidenskaben, 1903-08
- Om drikkeskikke og alkoholisme: foredrag ved den Norske lægeforenings aarsmøde paa Hankø 1903, De samarbeidende ædruelighedsvenners smaaskrifter 36
- Psykiatriens grundtræk 1-2 1905-09
- Om arvelighed, Tidsskrift for nordisk retsmedicin og psykiatri 1909
- Hysterisk sindssygdom, Tidsskrift for psykiatri og retsmedicin (1910-11)
- Arvelighetslære og racehygiene (1914)
- Nogen hovedlinjer i medicinsk psykologi og psykiatri (1923, nytt opplag 1935)
- Seksuallivet: råd og veiledning/ av en pedagog; med innledende orientering av Ragnar Vogt; tillegg: Ungdommen i utviklingsalderen; med forord av Kristian Brandt (1926)
- Den freudske psykoanalyse: dens historiske bakgrunn (1930)
- Etiske problemer: både-og (1935, nytt upplag 1939)
- Frihet-sannhet: festskrift til Johan Scharffenberg, 70-årsdagen 23. november 1939 (red., 1939)
- Sjelelig energi: fem foredrag (1941)